# Feel It All (Tokio Hotel)
Feel It All è un singolo del gruppo rock tedesco Tokio Hotel pubblicato il 3 aprile 2015 ed è il secondo (e ultimo) estratto (dopo Love Who Loves You Back) dell'album studio Kings of Suburbia.

## Il Disco
Il maxi singolo comprende, oltre che la versione originale della canzone, anche una versione live a Berlino, un remix fatto da DJ Pionear (sempre di Feel It All) e due remix basati sul precedente singolo, Love Who Loves You Back, uno creato da DJ Pionear e Kyle Tree e uno dal duo svedese Cazzette.

## Video Musicale
Il video musicale della canzone ha come protagonisti dei tossicodipendenti nella loro vita quotidiana.
Il protagonista del video è interpretato dal frontman e cantante dei Tokio Hotel, cioè Bill Kaulitz, che nel videoclip della canzone interpreta un tossicodipendente. All'inizio del video Bill è presumibilmente in una comunità di recupero, dove un operatore gli fa una semplice domanda, cioè quale sia il suo ricordo d'infanzia preferito, ma il cantante non ricorda e quindi non riesce a trovare una risposta. Il videoclip continua con il frontman tedesco che cammina nelle strade di Berlino, dove è stato girato il video, in cui si vede anche la vita quotidiana dei tossicodipendenti della capitale tedesca (quindi anche Bill). Dopo aver sprecato tutti i soldi a sua disposizione in droghe, Bill si dà alla prostituzione pur di comprare nuove dosi di stupefacenti.

## Tracce
1. Feel It All – 4:00
2. Feel It All - Live in Berlin / 2014 – 4:16
3. Feel It All - Pionear Remix – 4:15
4. Love Who Loves You Back - Pionear & Kyle Tree Remix – 4:01
5. Love Who Loves You Back - Cazzette Remix – 3:47